# Otis (wrestler)
Nikola Bogojević, meglio conosciuto con il ring name Otis (Duluth, 21 dicembre 1991), è un wrestler statunitense sotto contratto con la WWE.
In WWE Otis è noto per aver formato con Tucker il tag team noto come Heavy Machinery (dal 2016 al 2020). Ha inoltre vinto una volta il Raw Tag Team Championship con Chad Gable e l'edizione 2020 del Money in the Bank.

## Carriera

### Gli esordi (2015–2016)
Nikola Bogojević iniziò ad allenarsi come wrestler nella Mercury Pro Wrestling Academy. Combatté con il ring name Dozer in varie federazioni regionali, come la Ultra Championship Wrestling-Zero e la New Revolution Wrestling, dove vinse una volta l'NRW Charged Championship.

### WWE (2016–presente)

#### NXT(2016–2019)

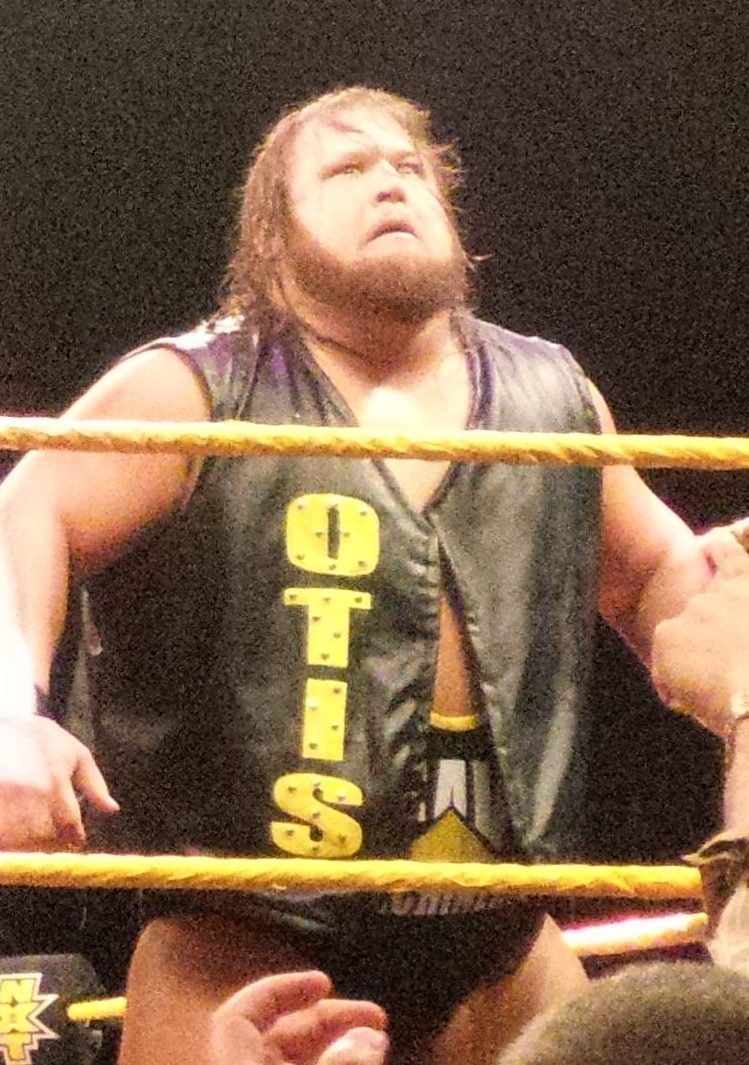
Otis Dozovic nel 2016

Il 12 aprile 2016 venne annunciato che Bogojević aveva firmato per la WWE. Fece il suo debutto in un live event di NXT insieme a Adrian Jaoude dove sconfissero gli Authors of Pain. Successivamente, Bogojevic assunse il ring name Otis Dozovic a iniziò a far coppia con Tucker Knight formando gli Heavy Machinery. Gli Heavy Machinery debuttarono a NXT il 19 ottobre 2016 durante il Dusty Rhodes Tag Team Classic dove però vennero eliminati da Austin Aries e Roderick Strong. Nella puntata di NXT del 12 luglio gli Heavy Machinery affrontarono gli Authors of Pain per l'NXT Tag Team Championship ma vennero sconfitti. Nella puntata di NXT del 14 marzo gli Heavy Machinery vennero sconfitti dagli Street Profits nei quarti di finale del Dusty Rhodes Tag Team Classic.

#### Varie faide (2019–2020)
Nella puntata di Raw del 14 gennaio 2019 gli Heavy Machinery fecero la loro prima apparizione interrompendo il segmento di Alexa Bliss e Paul Heyman. Il loro primo incontro ufficiale (nonostante non siano ancora stati assegnati ad alcun roster) avvenne nella puntata di Raw del 21 gennaio dove sconfissero gli Ascension. Nella puntata di SmackDown del 29 gennaio gli Heavy Machinery parteciparono ad un Four Corners Elimination match che comprendeva anche i The Bar, il New Day (Big E e Kofi Kingston) e gli Usos per determinare gli sfidanti allo SmackDown Tag Team Championship di The Miz e Shane McMahon per Elimination Chamber ma vennero eliminati dai The Bar. Nella puntata di Raw del 4 febbraio gli Heavy Machinery parteciparono ad un Fatal 4-Way match che comprendeva anche il B-Team, i Lucha House Party e i Revival per determinare gli sfidanti al Raw Tag Team Championship di Bobby Roode e Chad Gable ma il match venne vinto dai Revival. Il 7 aprile, nel Kick-off di WrestleMania 35, gli Heavy Machinery parteciparono all'André the Giant Memorial Battle Royal ma vennero eliminati entrambi da Braun Strowman. Con lo Shake-up del 16 aprile gli Heavy Machinery vennero assegnati ufficialmente al roster di SmackDown, apparendo poi nelle settimane successive in numerosi siparietti comici nel backstage, spesso ai danni di Mandy Rose. Il 23 giugno, a Stomping Grounds, gli Heavy Machinery affrontarono Daniel Bryan e Rowan per lo SmackDown Tag Team Championship ma vennero sconfitti. Nella puntata di SmackDown del 2 luglio gli Heavy Machinery sconfissero Dolph Ziggler e Kevin Owens, inserendosi nel match per lo SmackDown Tag Team Championship a Extreme Rules. Il 14 luglio, a Extreme Rules, gli Heavy Machinery parteciparono ad un Triple Threat Tag Team match per lo SmackDown Tag Team Championship che comprendeva anche i campioni, Daniel Bryan e Rowan, e il New Day (Big E e Xavier Woods) ma il match venne vinto da questi ultimi. Nella puntata di Raw del 30 settembre gli Heavy Machinery affrontarono Dolph Ziggler e Robert Roode per il Raw Tag Team Championship ma vennero sconfitti. Nella puntata di SmackDown del 6 dicembre gli Heavy Machinery parteciparono ad un Fatal 4-Way Tag Team Elimination match che comprendeva anche i Lucha House Party, Mustafa Ali e Shorty G e i Revival per determinare gli sfidanti allo SmackDown Tag Team Championship detenuti da Big E e Kofi Kingston, ma vennero eliminati dai Revival. Nella puntata di SmackDown del 31 gennaio gli Heavy Machinery parteciparono ad un Fatal 4-Way Tag Team Elimination match che comprendeva anche i Lucha House Party, John Morrison e The Miz e i Revival per determinare gli sfidanti allo SmackDown Tag Team Championship del New Day ma il match venne vinto da Morrison e The Miz. Inoltre, a partire dalla fine di dicembre del 2019 e nei mesi seguenti, Otis ebbe una storyline romantica con Mandy Rose, la quale sembrò essere interessata a lui; nella puntata di SmackDown del 14 febbraio i due avrebbero dovuto cenare insieme, in occasione di San Valentino, ma ciò non avvenne dato che Dolph Ziggler prese il suo posto cenando con la ragazza. Il 5 aprile, nella seconda serata di WrestleMania 36, Otis sconfisse Ziggler riuscendo finalmente a conquistare Mandy Rose e potendola finalmente baciare.

#### Mr. Money in the Bank (2020)
Nella puntata di SmackDown del 1º maggio Otis sconfisse nuovamente Dolph Ziggler nella rivincita di WrestleMania 36, qualificandosi inoltre al Money in the Bank Ladder match. Il 10 maggio, a Money in the Bank, Otis vinse il Money in the Bank Ladder match che comprendeva anche AJ Styles, Aleister Black, Daniel Bryan, King Corbin e Rey Mysterio. Il 10 ottobre, per effetto del Draft, Tucker passò al roster di Raw, segnando la fine degli Heavy Machinery con Otis.
Il 25 ottobre, a Hell in a Cell, Otis perse la valigetta del Money in the Bank contro The Miz a causa del tradimento di Tucker. Nella puntata di SmackDown del 6 novembre Otis affrontò Seth Rollins per ottenere un posto nel Team SmackDown per Survivor Series ma, a causa della distrazione di Murphy, venne sconfitto. Il 22 novembre, a Survivor Series, Otis partecipò al tradizionale 5-on-5 Survivor Series Elimination match come parte del Team SmackDown contro il Team Raw ma venne eliminato da Braun Strowman.

#### Alpha Academy (2020–2024)
Nella puntata di SmackDown dell'11 dicembre Otis si alleò con Chad Gable formando l'Alpha Academy, e i due vennero sconfitti da Cesaro e Shinsuke Nakamura. Il 20 dicembre, nel Kick-off di TLC: Tables, Ladders & Chairs, Otis, Gable, Big E e Daniel Bryan sconfissero Cesaro, King Corbin, Sami Zayn e Shinsuke Nakamura. Il 31 gennaio, alla Royal Rumble, Otis partecipò all'omonimo incontro entrando col numero 20 ma venne eliminato subito da King Corbin. Nella puntata di SmackDown del 19 febbraio l'Alpha Academy venne sconfitta da Rey Mysterio e Dominik Mysterio per squalifica; dopo il match, Otis effettuò un turn heel, attaccando brutalmente Rey su istigazione di Gable. Nella puntata di SmackDown del 9 aprile Otis e Gable presero parte ad un Fatal 4-Way Tag Team match valevole per lo SmackDown Tag Team Championship detenuto da Dolph Ziggler e Robert Roode e comprendente anche Rey Mysterio e Dominik Mysterio e gli Street Profits ma il match venne vinto dai campioni. Il 1º ottobre, per effetto del Draft, Otis e Gable passarono al roster di Raw. Nella puntata di Raw del 25 ottobre Gable e Otis parteciparono ad un Triple Threat Tag Team match contro Dolph Ziggler e Robert Roode e gli Street Profits per un'opportunità titolata immediata per il Raw Tag Team Championship degli RK-Bro ma il match venne vinto da Ziggler e Roode. Il 21 novembre, a Survivor Series, Otis prese parte ad una Battle Royal dedicata a The Rock ma venne eliminato. Nella puntata di Raw del 6 dicembre l'Alpha Academy partecipò ad un torneo per determinare gli sfidanti al Raw Tag Team Championship degli RK-Bro ma vennero eliminati da Dominik e Rey Mysterio. Nella puntata di Raw del 10 gennaio l'Alpha Academy trionfò sugli RK-Bro vincendo il Raw Tag Team Championship. Il 29 gennaio, alla Royal Rumble, Otis partecipò al match omonimo entrando col numero 25 ma venne eliminato dagli RK-Bro. Nella puntata di Raw del giorno dopo Otis venne sconfitto da Riddle, fallendo nell'opportunità di inserirsi nell'Elimination Chamber match del successivo evento. Nella puntata di Raw del 7 marzo l'Alpha Academy perse i titoli di coppia a favore degli RK-Bro in un Triple Threat Tag Team match che comprendeva anche Kevin Owens e Seth Rollins dopo 56 giorni di regno. Il 3 aprile, nella seconda serata di WrestleMania 38, l'Alpha Academy prese parte ad un Triple Threat Tag Team match per il Raw Tag Team Championship che comprendeva a che i campioni, gli RK-Bro, e gli Street Profits ma il match venne vinto dai primi. Il 3 settembre, nel kickoff di Clash at the Castle, l'Alpha Academy e Theory vennero sconfitti dagli Street Profits e Madcap Moss.
Il 28 gennaio, alla Royal Rumble, partecipò all'incontro omonimo entrando col numero 16 ma venne eliminato da Drew McIntyre e Sheamus. Nella puntata di SmackDown del 31 marzo partecipò all'annuale André the Giant Memorial Battle Royal ma venne eliminato da Rick Boogs.
Il 1º aprile, a WrestleMania 39, l'Alpha Academy prese parte ad un fatal 4-way tag team match insieme a Braun Strowman e Ricochet, gli Street Profits e i Viking Raiders ma il match venne vinto dagli Street Profits.
Nell'aprile 2024, Gable effettuò un turn heel dopo aver fallito varie volte la conquista del titolo Intercontinentale, adducendo come motivazione il fatto di aver sprecato troppo tempo ad allenare dei "perdenti", i suoi compagni nell'Alpha Academy, e dichiarando che da ora in poi l'obiettivo principale della stable sarebbe stato fargli vincere l'Intercontinental Championship. Dopo settimane di vessazioni da parte di Gable sugli altri membri del gruppo, Otis, Dupri e Akira Tozawa decisero di abbandonare Gable durante la puntata del 17 giugno di Raw, che in risposta lasciò l'Alpha Academy. Otis divenne quindi il nuovo leader della stable. Gable tentò varie volte di portare Otis dalla sua parte ma venne sempre respinto. Il 15 luglio a Raw, Otis, Dupri e Tozawa accettarono di aiutare Xavier Woods nel suo feud con The Final Testament. La settimana seguente, il team di Otis, Tozawa e Woods fu sconfitto da Karrion Kross del Final Testatement e The Authors of Pain (Akam & Rezar) in un six-man tag team match. Dopo il match, Gable, insieme ai suoi nuovi alleati Creed Brothers (Julius & Brutus), cercò nuovamente di convincere Otis, Tozawa e Dupri a riunirsi con lui. Otis rifiutò e fu quindi attaccato da  Gable e Creed Brothers.

## Vita privata
Prima di diventare un wrestler è stato un combattente di lotta libera.
È un grande amico del collega Levi Cooper, meglio conosciuto come Tucker, tanto da esserne il padrino della figlia.

## Personaggio

### Mosse finali
- Caterpillar (Elbow smash) – 2016–presente
- Corner slingshot splash – 2020–presente
- Falling powerslam – 2020–presente

### Soprannomi
- "The American Bear"
- "The Blue Collar Brawler"
- "Mr. Money in the Bank"
- "Otis Dose of Bait"

## Titoli e riconoscimenti
- New Revolution Wrestling
  - NRW Charged Championship (1)
- Pro Wrestling Illustrated
  - Rookie of the Year (2017)
  - 69º tra i 500 migliori wrestler singoli nella PWI 500 (2020)
- WWE
  - WWE Raw Tag Team Championship (1) – con Chad Gable
  - Money in the Bank (edizione 2020)

## Filmografia
- Sognando il ring (The Main Event), regia di Jay Karas (2020)